# Mașina se oprește
„Mașina se oprește”  (în engleză „The Machine Stops”) este o povestire științifico-fantastică din 1909 de E. M. Forster despre rolul tehnologiei în viețile oamenilor. A fost publicată în noiembrie 1909 în The Oxford and Cambridge Review. Povestirea descrie o lume în care umanitatea s-a retras în subteran și se bazează pe o mașină uriașă pentru a-i îndeplini nevoile, toți oamenii trăind singuri în încăperi interconectate și este o anticipație a transmiterii instantanee a mesajelor și a apariției internetului.

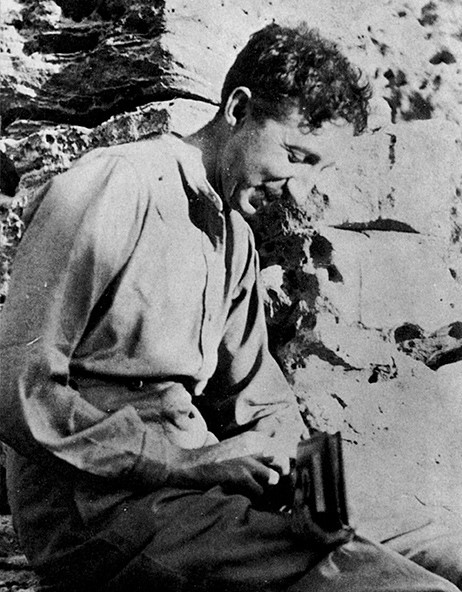
Autorul povestirii, E. M. Forster

Povestirea „Mașina se oprește” a fost republicată în colecția de povestiri a lui Forster, Clipa cea veșnică (The Eternal Moment and Other Stories), din 1928 și fost inclusă în volumul al 2-lea al The Science Fiction Hall of Fame (din 1973) editat de Ben Bova.
A apărut în limba română în Almanahul Anticipația din 1984 în traducerea lui de M. Bodean și L. Huică.

## Prezentare
Povestea descrie o lume în care cea mai mare parte a populației umane și-a pierdut capacitatea de a trăi la suprafața Pământului. Fiecare individ trăiește acum izolat sub pământ într-o cameră standard (sau celulă), cu toate nevoile trupești și spirituale satisfăcute de Mașina atotputernică și globală. Călătoria este permisă, dar este nepopulară și rareori este necesară. Comunicarea se face printr-un fel de mesagerie instant / mașină de conferință video prin care oamenii își desfășoară singura activitate: schimbul de idei și pentru cunoaștere.
Cele două personaje principale, Vashti și fiul ei Kuno, trăiesc în părți opuse ale lumii. Vashti se mulțumește cu viața ei la fel ca majoritatea locuitorilor lumii, ea își petrece timpul producând și discutând la nesfârșit „idei” de mâna a doua. Kuno este însă un senzualist și un rebel. El o convinge pe mama lui reticentă să suporte călătoria (și interacțiunea personală nedorită care rezultă) spre camera lui. Acolo, el îi povestește despre dezamăgirea lui față de lumea igienizată, mecanică.
El îi mărturisește că a vizitat suprafața Pământului fără permisiune și că a văzut alți oameni care trăiesc în afara lumii Mașinii. Cu toate acestea, Mașina l-a prins și l-a amenințat că va deveni o persoană fără locuință: ceea ce ar implica expulzarea din mediul subteran și presupusa lui moarte. Vashti respinge însă preocupările fiului ei ca fiind o nebunie periculoasă, îi spune că nu se poate trăi la suprafață și se reîntoarce în partea ei de lume.
Pe măsură ce timpul trece, iar Vashti își continuă rutina vieții ei de zi cu zi, apar două evoluții importante. În primul rând, aparatul de susținere al vieții necesar pentru a vizita lumea exterioară este eliminat. Cei mai mulți salută această „îmbunătățire”, deoarece sunt sceptici și temători de experiența la primă mână și de cei care și-o doresc. În al doilea rând, se reînființează un fel de religie, în care Mașina devine Dumnezeul comunității subpământene. Oamenii uită că ei au creat Mașina și o tratează ca pe o entitate mistică ale cărei nevoi le înlocuiesc pe ale lor.
Cei care nu acceptă divinitatea Mașinii sunt priviți ca „nemecanici” și amenințați să fie alungați din locuințe. Aparatul de reparat - sistemul însărcinat cu repararea defectelor care apar în aparatul propriu-zis (Mașina) - s-a defectat și el în acest moment, dar preocupările oamenilor cu privire la acest lucru sunt respinse în contextul presupusei omnipotențe a Mașinii în sine.
În acest timp, Kuno este transferat într-o cameră din apropierea mamei sale, Vashti. El ajunge să creadă că Mașina se descompune și îi spune mamei sale criptic că „Mașina se oprește”. Vashti însă își continuă viața ei dar, în cele din urmă, încep să apară defecte evidente în funcționarea Mașinii. La început, oamenii acceptă deteriorările ca pe un capriciu al Mașinii, considerând că e o ființă atotputernică care știe singură cum trebuie să procedeze. Însă situația continuă să se deterioreze, deoarece cunoștințele despre modul de reparare al Mașinii s-au pierdut.
În cele din urmă, Mașina se prăbușește, distrugând „civilizația” odată cu ea. Kuno vine în camera în ruine a mamei sale, Vashti. Înainte de a pieri, își dau seama că umanitatea și legătura ei cu lumea naturală reprezintă ceea ce contează cu adevărat și că singura speranță a omenirii de a merge mai departe a rămas în acei sălbatici de la suprafața Pământului. Sălbaticii de la suprafață trebuie să reconstruiască rasa umană și să prevină repetarea greșelilor Mașinii.

## Cuprins
1. Nava spațială
2. Aparatul de reparat
3. Cei fără adăpost

## Teme
În prefața sa la Collected Short Stories (1947), Forster a scris că „Mașina se oprește” este o reacție la una dintre lumile descrise anterior de H. G. Wells în Mașina timpului, în care Wells i-a reprezentat pe Eloii copilăroși care trăiau viața liberă a zeilor greci în timp ce Morlocii muncitori trăiau în subteran ca să le păstreze întreaga existență idilică. Spre deosebire de comentariile politice ale lui Wells, Forster arată că tehnologia în sine este forța finală de control a umanității. 

## Adaptări
O adaptare pentru televiziune, regizată de Philip Saville, a avut premiera în Marea Britanie la 6 octombrie 1966, ca parte a serialului britanic antologic științifico-fantastic Out of the Unknown.

## Influență
Povestirea lui Stephen Baxter, "Glass Earth Inc." din antologia sa Phase Space se referă explicit la povestirea „Mașina se oprește”.
Al doilea roman al lui Isaac Asimov din seria Roboților, Soarele gol, are loc pe o planetă similară cu Pământul văzut în această povestire. Pe planeta Solaria, coloniștii umani trăiesc izolați unul de celălalt, vizualizându-se doar prin holograme și au interacțiuni doar cu escortele de roboți. După câteva secole, oamenii au devenit atât de dependenți de această practică, încât a devenit tabu să fie chiar în prezența altei ființe umane.

## Legături externe
- The Machine Stops carte audio din domeniul public la LibriVox
- en  Istoria publicării lucrării Mașina se oprește la Internet Speculative Fiction Database
- The Machine Stops by E. M. Forster (1909) Online text
- The Machine Stop and other stories by E. M. Forster, Rod Mengham Online text

## Vezi și
- 1909 în științifico-fantastic